# Giải vô địch bóng đá thế giới 2022 (Bảng G)
Bảng G của giải vô địch bóng đá thế giới 2022 sẽ diễn ra từ ngày 24 đến ngày 2 tháng 12 năm 2022. Bảng này bao gồm Brasil, Serbia, Thụy Sĩ và Cameroon. Hai đội tuyển hàng đầu sẽ giành quyền vào vòng 16 đội.
Brasil, Serbia và Thụy Sĩ cũng đã chơi cùng bảng tại FIFA World Cup trước đó.

## Các đội tuyển
| Vị trí bốc thăm | Đội tuyển | Nhóm | Liên đoàn | Tư cách vòng loại                 | Ngày vượt qua        | Tham dự chung kết | Tham dự cuối cùng | Thành tích tốt nhất lần trước          | Bảng xếp hạng FIFA | Bảng xếp hạng FIFA |
| Vị trí bốc thăm | Đội tuyển | Nhóm | Liên đoàn | Tư cách vòng loại                 | Ngày vượt qua        | Tham dự chung kết | Tham dự cuối cùng | Thành tích tốt nhất lần trước          | Tháng 3 năm 2022   | Tháng 11 năm 2022  |
| --------------- | --------- | ---- | --------- | --------------------------------- | -------------------- | ----------------- | ----------------- | -------------------------------------- | ------------------ | ------------------ |
| G1              | Brasil    | 1    | CONMEBOL  | Thắng trận đấu vòng tròn CONMEBOL | 11 tháng 11 năm 2021 | Thứ 22            | 2018              | Vô địch (1958, 1962, 1970, 1994, 2002) | 1                  | 1                  |
| G2              | Serbia    | 3    | UEFA      | Nhất bảng A khu vực châu Âu       | 14 tháng 11 năm 2021 | Thứ 13            | 2018              | Hạng tư (1930, 1962)                   | 25                 | 21                 |
| G3              | Thụy Sĩ   | 2    | UEFA      | Nhất bảng C khu vực châu Âu       | 15 tháng 11 năm 2021 | Thứ 12            | 2018              | Tứ kết (1934, 1938, 1954)              | 14                 | 15                 |
| G4              | Cameroon  | 4    | CAF       | Thắng Vòng loại thứ ba            | 29 tháng 3 năm 2022  | Thứ 8             | 2014              | Tứ kết (1990)                          | 37                 | 43                 |

Ghi chú
1. ↑  Bảng xếp hạng vào Tháng 3 năm 2022 sẽ được sử dụng làm hạt giống cho buổi lễ bốc thăm.
2. ↑  Đây là lần xuất hiện thứ ba của Serbia tại FIFA World Cup. Tuy nhiên, FIFA coi Serbia là đội kế thừa của Nam Tư, đội vượt qua vòng loại 8 lần, còn Serbia và Montenegro, hai lần vượt qua vòng loại.
3. ↑  Kết quả tốt nhất của Serbia là vòng bảng năm 2010 và 2018. Tuy nhiên, FIFA coi Serbia là đội kế thừa của Nam Tư.

## Bảng xếp hạng
| VT | Đội      | ST | T | H | B | BT | BB | HS | Đ | Giành quyền tham dự                 |
| -- | -------- | -- | - | - | - | -- | -- | -- | - | ----------------------------------- |
| 1  | Brasil   | 3  | 2 | 0 | 1 | 3  | 1  | +2 | 6 | Đi tiếp vào vòng đấu loại trực tiếp |
| 2  | Thụy Sĩ  | 3  | 2 | 0 | 1 | 4  | 3  | +1 | 6 | Đi tiếp vào vòng đấu loại trực tiếp |
| 3  | Cameroon | 3  | 1 | 1 | 1 | 4  | 4  | 0  | 4 |                                     |
| 4  | Serbia   | 3  | 0 | 1 | 2 | 5  | 8  | −3 | 1 |                                     |

Ở vòng 16 đội:
- Đội nhất bảng G sẽ đấu với đội nhì bảng H.
- Đội nhì bảng G sẽ đấu với đội nhất bảng H.

## Lịch thi đấu
Tất cả thời gian được liệt kê là địa phương, AST (UTC+3).

### Thụy Sĩ vs Cameroon
Hai đội chưa từng gặp nhau.
Sau hiệp một không bàn thắng, Embolo đã ghi bàn ở phút thứ ba của hiệp hai trong một pha dứt điểm ở khoảng cách 6 mét sau đường chuyền của Xherdan Shaqiri bên cánh phải. Embolo đã không ăn mừng bàn thắng vì anh là người Cameroon; gia đình anh đã chuyển đến Thuỵ Sĩ khi anh 6 tuổi. 

| Thụy Sĩ      | 1–0      | Cameroon |
| ------------ | -------- | -------- |
| - Embolo 48' | Chi tiết |          |

### Brasil vs Serbia
Các đội đã gặp nhau một lần tại World Cup, trong chiến thắng 2–0 của Brasil ở vòng bảng năm 2018. Với tư cách là Nam Tư, hai đội đã gặp nhau 18 lần, trong đó có bốn lần tại các vòng bảng của FIFA World Cup vào các năm 1930, 1950, 1954 và 1974, với một trận thắng và hai trận hòa.
Sau hiệp một không bàn thắng, Richarlison đã mở tỷ số cho Brazil ở phút 62, khi anh tiếp tục dứt điểm bồi sau khi thủ môn Serbia Vanja Milinković-Savić cản phá cú sút chìm của Vinícius Júnior từ cánh trái. Richarlison nâng tỷ số lên 2–0 ở phút thứ 11 khi anh khống chế bóng từ Vinícius Júnior trước khi dứt điểm bên trái lưới bằng một cú đá nhào lộn bằng chân phải qua vai. Bàn thắng thứ hai của Richarlison được công nhận là bàn thắng đẹp nhất World Cup 2022.

| Brasil                | 2–0      | Serbia |
| --------------------- | -------- | ------ |
| - Richarlison 62, 73' | Chi tiết |        |

### Cameroon vs Serbia
Hai đội đã từng gặp nhau một lần trong một trận giao hữu năm 2010 mà Serbia thắng 4–3.
Jean-Charles Castelletto đưa Cameroon vượt lên dẫn trước ở phút 29, khi anh dứt điểm từ cự ly gần sau một quả phạt góc. Ở những phút bù giờ của hiệp một, Strahinja Pavlović đã đánh đầu dẫn trước 1-1 trước khi Sergej Milinković-Savić đưa Serbia vượt lên dẫn trước khi hiệp một kết thúc với một pha dứt điểm vào góc. Khi hiệp hai bắt đầu được tám phút, Aleksandar Mitrović đưa Serbia vượt lên dẫn trước 3–1 bằng một pha dứt điểm từ một đường chuyền. Vincent Aboubakar đệm bóng qua Vanja Milinković-Savić để ghi bàn thắng thứ hai cho Cameroon ở phút 63, và Eric Maxim Choupo-Moting ghi bàn gỡ hòa ba phút sau đó bằng một cú sút sau đường chuyền từ cánh phải của Aboubakar. Trận đấu kết thúc với tỷ số hòa 3–3 kịch tính.

| Cameroon                                              | 3–3      | Serbia                                                         |
| ----------------------------------------------------- | -------- | -------------------------------------------------------------- |
| - Castelletto 29' - Aboubakar 63' - Choupo-Moting 66' | Chi tiết | - Pavlović 45+1' - S. Milinković-Savić 45+3' - A. Mitrović 53' |

| Cameroon | Serbia |

| GK               | 16 | Devis Epassy                 |
| RB               | 19 | Collins Fai                  |
| CB               | 21 | Jean-Charles Castelletto     |
| CB               | 3  | Nicolas Nkoulou 24'          |
| LB               | 25 | Nouhou Tolo                  |
| CM               | 8  | André-Frank Zambo Anguissa   |
| CM               | 15 | Pierre Kunde 68'             |
| CM               | 18 | Martin Hongla                |
| RF               | 20 | Bryan Mbeumo                 |
| CF               | 13 | Eric Maxim Choupo-Moting (c) |
| LF               | 12 | Karl Toko Ekambi 68'         |
| Thay người:      |    |                              |
| FW               | 10 | Vincent Aboubakar 55'        |
| FW               | 11 | Christan Bassogog 30' 68'    |
| MF               | 5  | Gaël Ondoua 68'              |
| Huấn luyện viên: |    |                              |
| Rigobert Song    |    |                              |

| GK               | 23 | Vanja Milinković-Savić  |
| CB               | 4  | Nikola Milenković       |
| CB               | 5  | Miloš Veljković         |
| CB               | 2  | Strahinja Pavlović 55'  |
| RM               | 14 | Andrija Živković        |
| CM               | 16 | Saša Lukić              |
| CM               | 6  | Nemanja Maksimović      |
| LM               | 17 | Filip Kostić            |
| RW               | 10 | Dušan Tadić (c)         |
| LW               | 20 | Sergej Milinković-Savić |
| CF               | 9  | Aleksandar Mitrović     |
| Dự bị:           |    |                         |
| FW               | 11 | Luka Jović 45+4'        |
| Thay người:      |    |                         |
| FW               | 13 | Stefan Mitrović 55'     |
| Huấn luyện viên: |    |                         |
| Dragan Stojković |    |                         |

### Brasil vs Thụy Sĩ
Hai đội đã từng gặp nhau chín lần, trong đó có hai lần ở World Cup, cả hai trận ở vòng bảng đều kết thúc với tỷ số hòa; 2–2 vào năm 1950 và 1–1 vào năm 2018.
Brazil bắt đầu trận đấu mà không có Neymar do bị chấn thương, người đã không thể thi đấu trong những trận còn lại của vòng bảng. Bàn thắng duy nhất của trận đấu được ghi bởi Casemiro ở phút 83.

| Brasil         | 1–0      | Thụy Sĩ |
| -------------- | -------- | ------- |
| - Casemiro 83' | Chi tiết |         |

| Brazil | Thụy Sĩ |

| GK               | 1  | Alisson          |
| RB               | 14 | Éder Militão     |
| CB               | 4  | Marquinhos       |
| CB               | 3  | Thiago Silva (c) |
| LB               | 6  | Alex Sandro      |
| DM               | 5  | Casemiro         |
| CM               | 7  | Lucas Paquetá    |
| CM               | 8  | Fred             |
| RF               | 11 | Raphinha         |
| CF               | 9  | Richarlison      |
| LF               | 20 | Vinícius Júnior  |
| Huấn luyện viên: |    |                  |
| Tite             |    |                  |

| GK               | 1  | Yann Sommer       |
| RB               | 3  | Silvan Widmer     |
| CB               | 5  | Manuel Akanji     |
| CB               | 4  | Nico Elvedi       |
| LB               | 13 | Ricardo Rodriguez |
| CM               | 8  | Remo Freuler      |
| CM               | 10 | Granit Xhaka (c)  |
| RW               | 25 | Fabian Rieder     |
| AM               | 15 | Djibril Sow       |
| LW               | 17 | Ruben Vargas      |
| CF               | 7  | Breel Embolo      |
| Huấn luyện viên: |    |                   |
| Murat Yakin      |    |                   |

### Serbia vs Thụy Sĩ
Các đội đã gặp nhau một lần, trong chiến thắng 2–1 của Thụy Sĩ ở vòng bảng tại Giải vô địch bóng đá thế giới 2018. Với tư cách là Nam Tư, hai đội đã gặp nhau 13 lần, trong đó có một trận tại vòng bảng Giải vô địch bóng đá thế giới 1950, chiến thắng 3–0 cho Nam Tư. 
Serbia đã không thể giành được một chiến thắng nào và bị loại ở vòng bảng World Cup trong tất cả các lần tham gia.

| Serbia                           | 2–3      | Thụy Sĩ                                  |
| -------------------------------- | -------- | ---------------------------------------- |
| - A. Mitrović 26' - Vlahović 35' | Chi tiết | - Shaqiri 20' - Embolo 44' - Freuler 48' |

### Cameroon vs Brasil
Hai đội đã từng gặp nhau sáu lần, trong đó có hai lần ở World Cup, cả hai trận ở vòng bảng đều kết thúc với chiến thắng cho Brasil; 3–0 vào năm 1994 và 4–1 vào năm 2014.
Ở phút thứ hai bù giờ, Cameroon ghi bàn ấn định chiến thắng khi Vincent Aboubakar băng vào vòng cấm đánh đầu cận thành vào góc phải khung thành từ cự ly 6m sau đường chuyền từ cánh phải của Jerome Ngom Mbekeli. Aboubakar ăn mừng bàn thắng bằng cách cởi áo, tuy nhiên, việc này khiến anh nhận thẻ vàng thứ hai và do đó bị đuổi khỏi sân. Bất chấp trận thua, Brazil vẫn giành được vị trí đầu bảng và vào vòng loại trực tiếp. Cameroon trở thành đội châu Phi đầu tiên đánh bại Brazil tại một kỳ World Cup, đồng thời chiến thắng này cũng trở thành lần đầu tiên Cameroon giành chiến thắng tại World Cup kể từ năm 2002. Vì đây là trận đấu cuối cùng của vòng bảng, thất bại của Brazil cũng đồng nghĩa với việc không có đội nào kết thúc vòng bảng với thành tích không thua, lần đầu tiên kể từ năm 1994. 
| Cameroon          | 1–0      | Brasil |
| ----------------- | -------- | ------ |
| - Aboubakar 90+2' | Chi tiết |        |

## Kỷ luật của bảng đấu
Điểm kỷ luật sẽ được sử dụng làm điểm hòa nếu thành tích chung cuộc và thành tích đối đầu của các đội bằng nhau. Số thẻ này được tính dựa trên số thẻ vàng và thẻ đỏ nhận được trong tất cả các trận đấu vòng bảng như sau:
- thẻ vàng thứ nhất: trừ 1 điểm;
- thẻ đỏ gián tiếp (thẻ vàng thứ hai): trừ 3 điểm;
- thẻ đỏ trực tiếp: trừ 4 điểm;
- thẻ vàng và thẻ đỏ trực tiếp: trừ 5 điểm;

Chỉ một trong số các khoản khấu trừ trên có thể được áp dụng cho một người chơi trong một trận đấu duy nhất.
| Team     | Trận 1   | Trận 1                                    | Trận 1 | Trận 1            | Trận 2   | Trận 2                                    | Trận 2 | Trận 2            | Trận 3   | Trận 3                                    | Trận 3 | Trận 3            | Điểm |
| Team     | Thẻ vàng | Thẻ vàng · Thẻ vàng-đỏ (thẻ đỏ gián tiếp) | Thẻ đỏ | Thẻ vàng · Thẻ đỏ | Thẻ vàng | Thẻ vàng · Thẻ vàng-đỏ (thẻ đỏ gián tiếp) | Thẻ đỏ | Thẻ vàng · Thẻ đỏ | Thẻ vàng | Thẻ vàng · Thẻ vàng-đỏ (thẻ đỏ gián tiếp) | Thẻ đỏ | Thẻ vàng · Thẻ đỏ | Điểm |
| -------- | -------- | ----------------------------------------- | ------ | ----------------- | -------- | ----------------------------------------- | ------ | ----------------- | -------- | ----------------------------------------- | ------ | ----------------- | ---- |
| Brasil   |          |                                           |        |                   | 1        |                                           |        |                   | 2        |                                           |        |                   | −3   |
| Thụy Sĩ  | 2        |                                           |        |                   | 1        |                                           |        |                   | 4        |                                           |        |                   | −7   |
| Cameroon | 1        |                                           |        |                   | 2        |                                           |        |                   | 3        | 1                                         |        |                   | −9   |
| Serbia   | 3        |                                           |        |                   | 2        |                                           |        |                   | 7        |                                           |        |                   | –12  |